# Ziaur Rahman

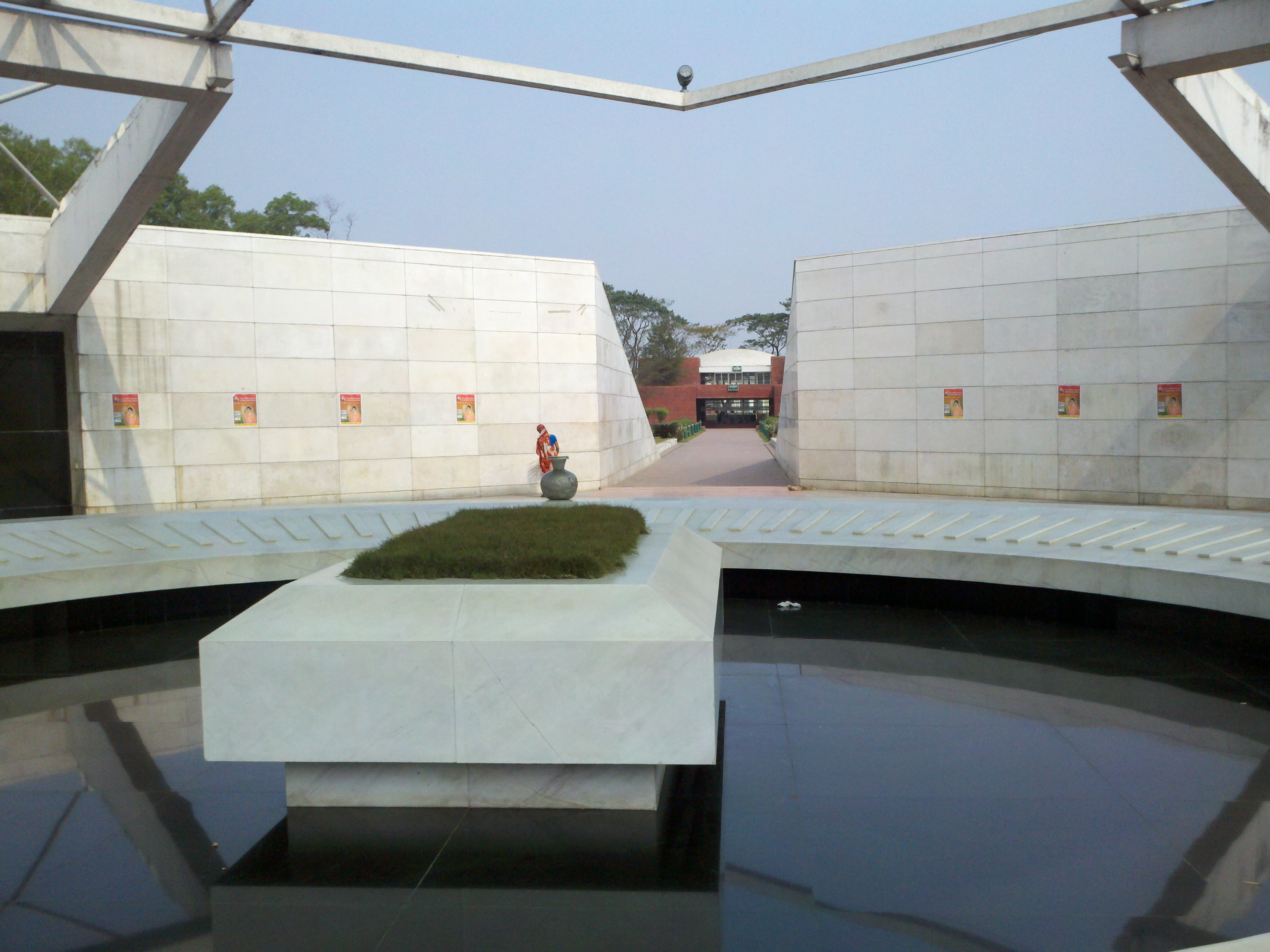
Ziaur Rahman

El Teniente General Ziaur Rahman, Bir Uttam, Hilal-i-Jurat (en bengalí: জিয়াউর রহমান Ziaur Rôhman) (19 de enero de 1936 - 30 de mayo de 1981) fue un carismático héroe de guerra, político y estadista bangladesí. Fue el Presidente de Bangladés desde 1977 hasta 1981 y fundó el Partido Nacionalista de Bangladés (PNB), uno de los dos partidos políticos más importantes del país. Su viuda, Begum Khaleda Zia, ha sido primera ministra de Bangladés tres veces y actualmente es la Líder de la oposición en el Jatiya Sangsad (parlamento de Bangladés). Es conocido popularmente como Shaheed Zia, que significa mártir Zia, en referencia a su asesinato en 1981.

## Listas de cosas nombradas en su honor

### Edificios
- Hazrat Shahjalal El aeropuerto internacional anteriormente sabido como Zia Aeropuerto Internacional en Dhaka
- Zia Museo conmemorativo en Chittagong
- Muktijoddha Ziaur Rahman Sala en Universitario de Daca
- Shaheed Ziaur Rahman Sala en Universitario de Rajshahi
- Shahid Ziaur Rahman Sala en Universidad islámica, Bangladés
- Shahid Presidente Ziaur Rahman Sala en Rajshahi Universidad de Ingeniería y Tecnología

### Instituciones educativas
- Shaheed Ziaur Rahman Universidad médica en Bogra
- Shahid Ziaur Rahman Universidad en Dinajpur Distrito
- Shahid Ziaur  Rahaman Universidad de grado en Barisal Distrito
- Shahid Presidente Ziaur Rahman Universidad en Dhaka Distrito
- K. C. Shaheed Ziaur Rahman Universidad de grado en Chittagong Distrito
- Shahid Ziaur Rahman Universidad de grado en Jamalpur Distrito

### Calles
- Bir Uttam Ziaur Rahman Carretera en Dhaka
- Ziaur Rahman Manera en Chicago

### Características topográficas
- Zia Parque en Chittagong Distrito